# Vjenceslav Novak
Vjenceslav Novak (Segna, 11 settembre 1859 – Zagabria, 20 settembre 1905) è stato un drammaturgo e scrittore croato considerato un rappresentante del realismo croato.

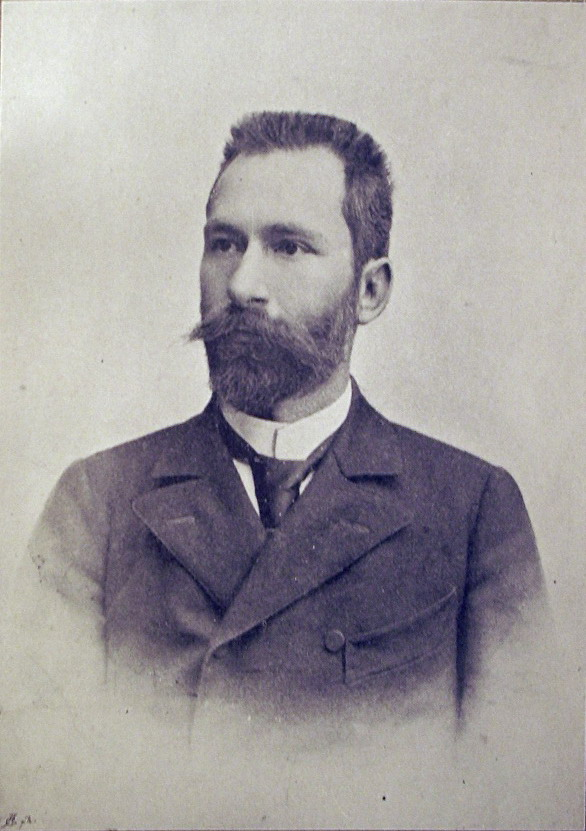
Vjenceslav Novak

Ha scritto racconti, feuilleton, articoli, critiche, arrangiamenti musicali e componimenti drammatici. È stato definito il Balzac croato.

## Opere
- Pavao Šegota
- Posljednji Stipančići (trad. it Gli ultimi Stipančić)
- Dva svijeta
- Tito Dorčić
- Pod Nehajem
- Nikola Baretić